# Laurent Taïeb
Laurent Taieb, né le 26 juillet 1965 à Tunis, est un entrepreneur indépendant, homme d'affaires et hôtelier français.
Il est le fondateur et président-directeur général du Groupe Laurent Taieb (GLT) qui gère le restaurant Kong, l’hôtel Madame Rêve. 

## Hôtellerie

### Madame Rêve
En 2013, Laurent Taïeb se positionne sur l’appel d’offre initié par Poste Immo pour réhabiliter la Poste centrale du Louvre dont l’architecture extérieure est confiée à Dominique Perrault. 
En 2016, son projet d’hôtel cinq étoiles remporte le concours. Sur ce projet Laurent Taïeb s'occupe de la restauration.
L'hôtel ouvre en octobre 2021 et dévoile ROOF, son rooftop en mai 2022.